# Cantó de Tula Urban Nòrd
El cantó de Tula Urban Nòrd és un cantó francès del departament de la Corresa, situat al districte de Tula. Compta amb part del municipi de Tula.

## Història
| Data d'elecció                           | Identitat          | Partit | Qualitat |
| ---------------------------------------- | ------------------ | ------ | -------- |
| 1982-1988                                | François Beal      | RPR    |          |
| 1988-2001                                | Raymond-Max Aubert | UMP    |          |
| 2001-                                    | Pierre Diederichs  | PS     |          |
| les dades anteriors no són pas conegudes |                    |        |          |
|                                          |                    |        |          |

| 1962 | 1968 | 1975 | 1982 | 1990 | 1999 | 2006  |
| ---- | ---- | ---- | ---- | ---- | ---- | ----- |
| -    | -    | -    | -    | -    | -    | 8.703 |